# Santo Domingo Oeste
Santo Domingo Oeste är en kommun i Dominikanska republiken. Den ligger i provinsen Santo Domingo, i den sydöstra delen av landet, i huvudstaden Santo Domingo. Antalet invånare i kommunen är cirka 363 000.
Terrängen runt Santo Domingo Oeste är platt. Närmaste större samhälle är Santo Domingo, 1,2 km öster om Santo Domingo Oeste. Runt Santo Domingo Oeste är det i huvudsak tätbebyggt.